# Schauplatz
Ein Schauplatz ist wörtlich ein „Ort, auf den sich die Blicke richten“. Ein Synonym dafür ist Ort der Handlung. Die Begriffe werden in zwei unterschiedlichen, aber oft überlappenden Bedeutungen verwendet: Sie können den Ort bezeichnen, an dem sich eine erzählte oder gespielte Handlung vollzieht (Diegese), oder den Aufführungsort einer Theaterszene, beziehungsweise die Orte des Erzählens, Schreibens oder Lesens. Das Wort wurde von Martin Luther in die deutsche Sprache eingeführt, als er in seiner Bibelübersetzung für das altgriechische θέατρον théatron „Schauspielhaus, Theater“ einen deutschen Begriff prägen wollte.

## Theater, Film, Literatur
Der Schauplatz eines Films unterscheidet sich oft vom Drehort, und der Schauplatz eines Theaterstücks ist zumeist nicht der Aufführungsort: Bei einem Theaterstück, das in Venedig spielt und in Berlin aufgeführt wird, ist Berlin der Schauplatz der Aufführung und Venedig der Schauplatz der aufgeführten Handlung.
Auch in der Literatur spielt diese Unterscheidung eine Rolle: Der Schauplatz einer Erzählung unterscheidet sich mehr oder weniger von den Aufenthaltsorten der Erzähler, des Schriftstellers und der Leser, auch wenn sie ihre Aufmerksamkeit auf diesen entfernten Platz richten. Wenn man ein Geschehen unabhängig von Orten definiert, an denen es stattfindet („Mord“), dann bezeichnet man einen konkreten Ort der Ausführung als Schauplatz (vgl. Tatort). Daher überlappen sich die Begriffe widersprüchlich, was in Fiktionen oft beabsichtigt ist: Ein Mord im Kriminalfilm wird zum Beispiel nach einem Plan ausgeführt, der an ein Drehbuch erinnert. Drehort und Tatort bekommen dadurch denselben Stellenwert.
Im Theater und im Film wird der Ort der Handlung durch die Ausstattung beziehungsweise das Szenenbild vermittelt. Die Atmosphäre des realen Aufführungs- oder Drehorts spielt ebenfalls eine Rolle, obwohl sie sich meist vom Ort der dargestellten Handlung unterscheiden. Sogar eine am „Originalschauplatz“ nachgestellte Handlung unterscheidet sich – zumindest zeitlich – von ihrem Vorbild.
In beiden Bedeutungen kann der Ort der Handlung sowohl festgelegte Ortschaften als auch weniger genau lokalisierte, eher atmosphärische Orte (Wälder, Jahrmärkte usw.) bezeichnen. Die Letzteren transportieren ein Lokalkolorit, das dem Thema oder Genre entspricht. – Während klassische Horrorfilme oft in Burgen oder Schlössern spielen, ist der Ort der Handlung von Heimatfilmen oder -romanen eine landschaftliche oder dörfliche Umgebung. Im Theater wirkt die Bühnenmaschinerie mit der Dekoration zusammen, filmische Aufzeichnungen können durch Spezialeffekte und Visuelle Effekte die Charakteristik des Handlungsortes unterstützen (mit Nebel beispielsweise eine unheimliche Atmosphäre). Eine wichtige Rolle für die Charakterisierung spielt zudem die akustische Atmo.
Neben dem Ort der Handlung sind auch die Personen der Handlung (Personage, Dramatis personae) für ein Spiel von Bedeutung und werden zusammen mit ihm auf der ersten Seite von Dramen oder Drehbüchern aufgeführt.

## Rechtswissenschaft
In der Rechtswissenschaft dient der Begriff des Handlungsorts im Delikts- und Strafrecht der Abgrenzung zum Erfolgsort (Ort, an dem ein Rechtsgut durch die Handlung verletzt wird). Fallen Handlungsort und Erfolgsort auseinander, liegt ein Distanzdelikt vor. Dies spielt eine Rolle für die Bestimmung des in der Sache anwendbaren Rechts, wenn Handlungs- und Erfolgsort in unterschiedlichen Staaten liegen (§ 9, § 3 StGB; Lex loci delicti).

## Literarische Gattung
Schauplatz oder lat.: Theatrum ist auch eine didaktisch orientierte Literaturgattung, in der im 17. und 18. Jahrhundert vor allem historiographische Überblicksdarstellungen, im 18. und 19. Jahrhundert zunehmend Anleitungen und Standards für Handwerkszweige und Gewerbe vermittelt wurden und die eine bedeutende Rolle für den Prozess der Industrialisierung spielten.